# Hünenbett Olpenitz
Das Hünenbett Olpenitz befindet sich südlich der Schleimündung in 100 m Entfernung vom Ostrand des Waldstücks Kühlen. Olpenitz gehört zur Stadt Kappeln im Kreis Schleswig-Flensburg in Schleswig-Holstein.
Es handelt sich um ein Hünenbett in ungefährer Richtung Nordost-Südwest. Auf der nordwestlichen Langseite sind noch 17 Steine vorhanden, die südöstliche besitzt noch 14. Die südwestliche Schmalseite hat offenbar halbkreisförmig abgeschlossen. Die Breite des Bettes beträgt sieben, die Länge mindestens 18 m.
Innerhalb der Anlage befinden sich zwei querstehende Kammern. Zum einen ein erweiterter Dolmen aus je zwei Trägern an den Langseiten, einem Abschlussstein an der nördlichen Schmalseite und einem Eintrittstein gegenüber. Die Tragsteine stehen sämtlich eng aneinander in situ. Von den ursprünglich zwei Decksteinen ist nur der nordwestliche vorhanden, der 1,6 m × 0,7 m misst. Die zweite Kammer ist ebenfalls ein erweiterter Dolmen gleicher Bauart, nur mit großem 1,5 m langem Eintrittstein. Auch hier sind alle Träger in situ. Der erhaltene nordwestliche Deckstein von 1,3 m × 0,7 m ist verschoben, sein südöstlicher Nachbar fehlt. Im "Atlas der Megalithgräber Deutschlands" von Ernst Sprockhoff wird das Großsteingrab als "Sprockhoff 48" geführt.

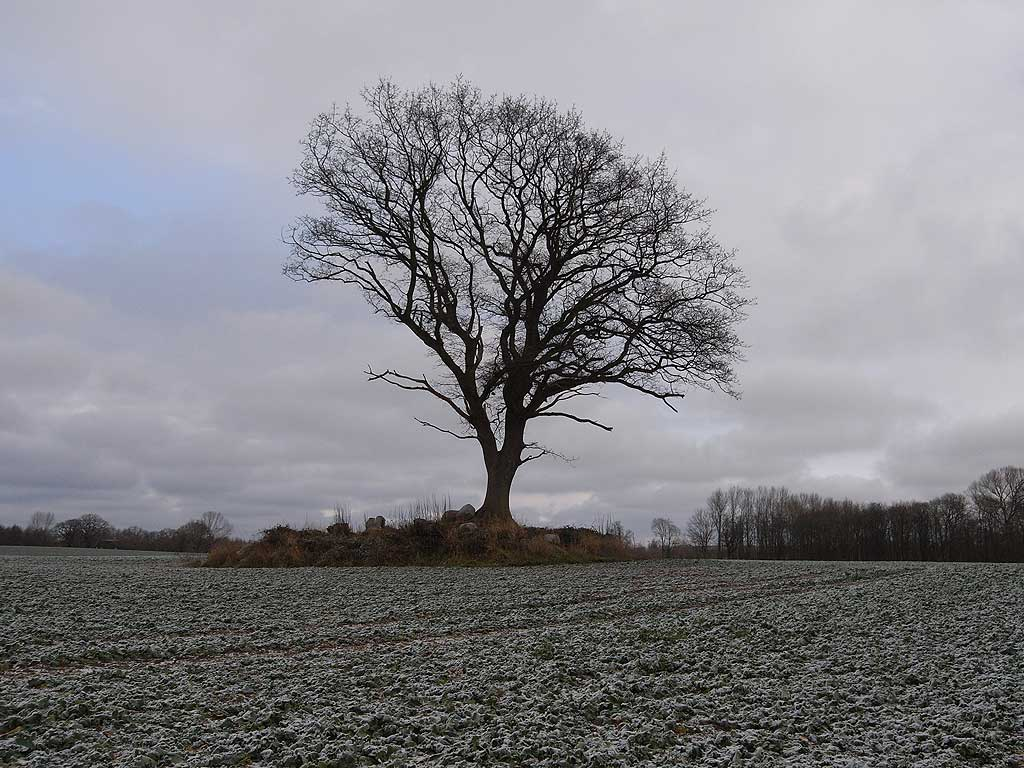
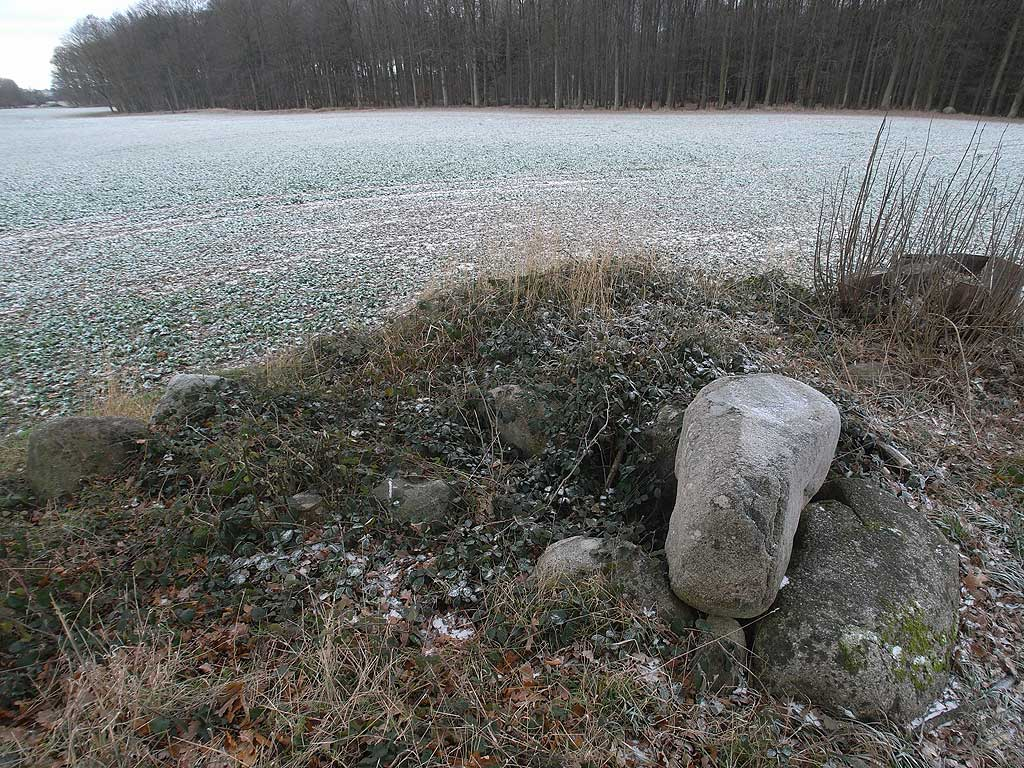
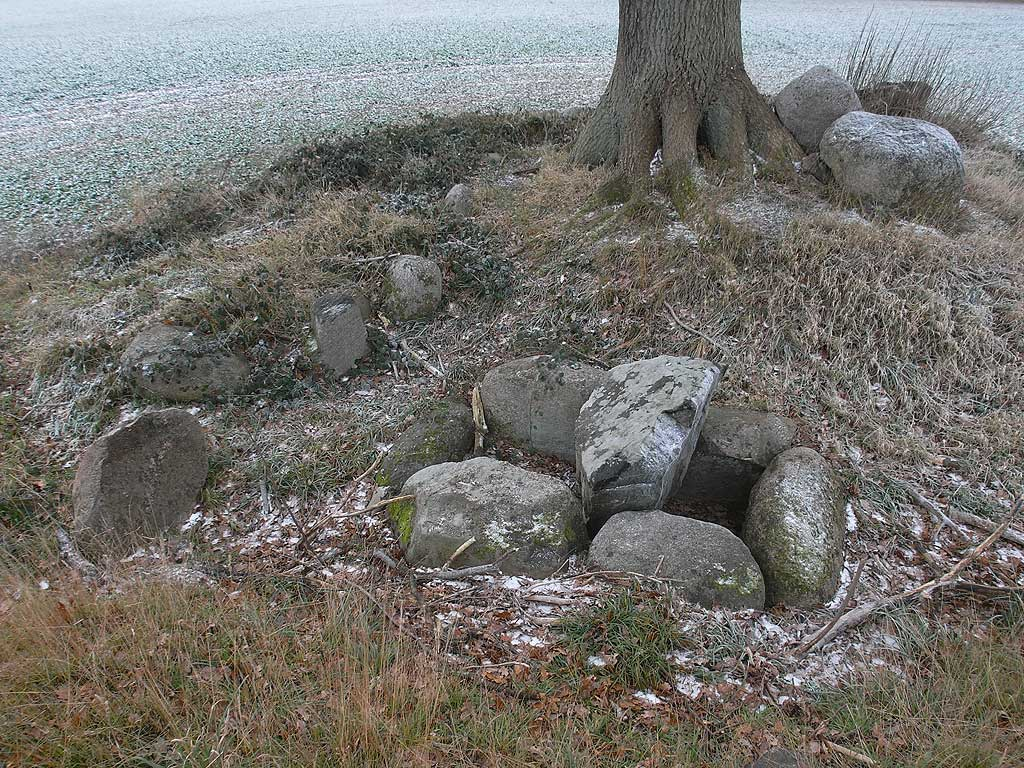
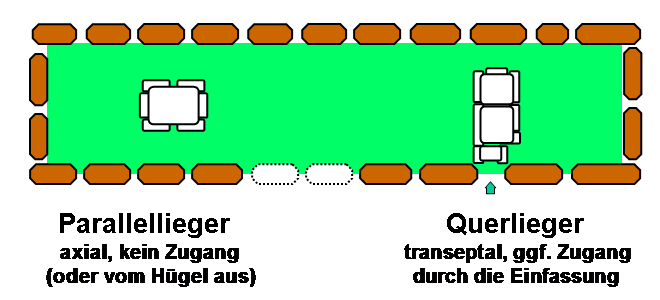